# Morgantown (Adams County, Mississippi)
Morgantown ist eine Siedlung auf gemeindefreiem Gebiet im Adams County im US-amerikanischen Bundesstaat Mississippi. Zu statistischen Zwecken ist der Ort zu einem Census-designated place (CDP) zusammengefasst worden. Das U.S. Census Bureau hat bei der Volkszählung 2020 eine Einwohnerzahl von 1.334 ermittelt.

## Geografie
Morgantown liegt im Südwesten von Mississippi, wenige Kilometer östlich des Mississippi River, der die Grenze zu Louisiana bildet. Die geografischen Koordinaten von Morgantown sind 31°34′22″ nördlicher Breite und 91°20′51″ westlicher Länge. Der Ort erstreckt sich über eine Fläche von 2,1 km².
Das Stadtzentrum von Natchez befindet sich 6,5 km westsüdwestlich von Morgantown, Vidalia in Louisiana liegt 10,7 km westlich.
Die nächstgelegenen größeren Städte sind Mississippis Hauptstadt Jackson (162 km nordöstlich) und Louisianas Hauptstadt Baton Rouge (150 km südlich).

## Verkehr
In Morgantown treffen die U.S. Highways 61, 84 und 98 sowie der Mississippi Highway 555 zusammen. Alle weiteren Straßen sind untergeordnete Landstraßen, teils unbefestigte Fahrwege sowie innerörtliche Verbindungsstraßen.
Mit dem Natchez-Adams County Airport befindet sich 11,7 km nordöstlich ein kleiner Flugplatz. Die nächsten größeren Flughäfen sind der Jackson-Evers International Airport (175 km nordöstlich), der Baton Rouge Metropolitan Airport (140 km südlich) und der Alexandria International Airport (141 km westlich).

## Demografische Daten
Nach der Volkszählung im Jahr 2010 lebten in Morgantown 1412 Menschen in 545 Haushalten. Die Bevölkerungsdichte betrug 672,4 Einwohner pro Quadratkilometer. In den 545 Haushalten lebten statistisch je 2,59 Personen.
Ethnisch betrachtet setzte sich die Bevölkerung zusammen aus 37,1 Prozent Weißen, 58,8 Prozent Afroamerikanern, 0,7 Prozent amerikanischen Ureinwohnern 0,6 Prozent Asiaten sowie 1,8 Prozent aus anderen ethnischen Gruppen; 1,1 Prozent stammten von zwei oder mehr Ethnien ab. Unabhängig von der ethnischen Zugehörigkeit waren 2,5 Prozent der Bevölkerung spanischer oder lateinamerikanischer Abstammung.
25,7 Prozent der Bevölkerung waren unter 18 Jahre alt, 57,9 Prozent waren zwischen 18 und 64 und 16,4 Prozent waren 65 Jahre oder älter. 54,9 Prozent der Bevölkerung war weiblich.

Das mittlere jährliche Einkommen eines Haushalts lag bei 35.253 USD. Das Pro-Kopf-Einkommen betrug 14.915 USD. 17,9 Prozent der Einwohner lebten unterhalb der Armutsgrenze.